# 鳥養部
鳥養部（とりかいべ）は、大化の改新以前に、朝廷の求めに応じて、鳥取部が捕獲した鳥類の飼育・養育に従事した職業部(品部)。「鳥飼部」・「鳥甘部」とも書く。愛玩用の水鳥を捕獲する職業部の「鳥取部」（ととりべ）についても解説する。

## 概要
鳥取造（ととりのみやつこ）の管掌のもと、「鳥取部」は愛玩用の水鳥を捕まえる「部」で、「鳥養部」は捕獲した鳥を飼育し、養う「部」であったと推測される。中央の上級の伴造は「造」、のちに「連」、下級の伴造は、「臣」・「直」・「造」・「首」の姓を持っていた。天湯河桁命の後裔は鳥取造（『日本書紀』）・鳥取連（『新撰姓氏録』）とされ、その子である少彦根命も鳥取連（『先代旧事本紀』）の祖とされる。
「鳥取部」は史料では武蔵国・美濃国・出雲国・備中国に確認されており、郷・駅・神社の名称としては、河内国・和泉国・越中国・丹後国・因幡国・備前国・肥後国、下総国、伊勢国などに見られる。
「鳥養部（鳥甘部）」は大和国のみに見られ、地名などから、大和の軽、磐余(いわれ) や摂津国・筑前国・筑後国などにある鳥養村・鳥養郷などに居住したものと考えられている。

## 由来
『古事記』によると、垂仁天皇の時、本牟智和気王（ほむちわけ の おおきみ）は母親の沙本毘売命の死のショックによるためか、成人しても長いこと言葉を発しなかった。ある時、船遊びをしている際に、空高く飛んでいる鵠（くぐい）の声を聞いて、顎を動かして片言を発した。父親である天皇は、山辺大鶙（やまのべ の おおたか）を遣して、紀伊国・播磨国・因幡国・丹波国・但馬国・近江国・美濃国・尾張国・信濃国まで鵠を追跡させ、越国の和那美之水門（わなみのみなと）に罠の網を張って捕獲させた。しかし、御子は物を言うことができなかった。その後、天皇の夢の中に出雲大神が出てきて、自分の神殿をつくるように促した。そこで、出雲大社に本牟智和気王を参拝させようということになり、隨行者として、占いで曙立王（あけたつ の おおきみ）に白羽の矢が立った。曙立王は鷺・樫を再生させるといううけいを行い、天皇の夢が真実だということと分かった。天皇は曙立王と弟の菟上王（うなかみ の おおきみ）を御子に同伴させて出雲国まで派遣し、仮の神殿を建てさせた。出雲国造が青葉で飾った仮山を作り、肥河の川下で食事をしようとする際に、初めて御子は口を開き、仮山についての質問をした。このことがきっかけで、御子に因んで、鳥取部・鳥甘部・品遅部（ほむじべ)・大湯坐（おおゆえ）・若湯坐（わかゆえ）が定められた、とある。
『日本書紀』によると、垂仁天皇の皇子、誉津別皇子（ほむつわけ の みこ）は成人して鬚が生えるまで何も言葉を発せず、児童のように泣いてばかりいた。ところがある時皇子は鵠を見初めて「これは何だ」という片言を発した。そこで天皇は、天湯河板挙（あめのゆかわたな）に出雲国（あるいは但馬国）まで追跡させてその鵠を捕獲した。その結果、誉津別皇子は言葉を話すことができるようになり、天湯河板挙は氏姓を賜り「鳥取造」と名乗った。あわせて、鳥取部・鳥養部・誉津部（ほむつべ）が定められた、とある。
宝賀寿男は、「鳥養部」は「馬飼部」(うまかいべ)や「猪養部」(いかいべ)と同じく、顔に黥(めさき)（入れ墨）を入れた者が担当した。以下に解説する『日本書紀』における伝承では、懲罰的な意味合いで入れ墨を入れる記述があるが、入れ墨は獣害除けの護身的呪術を意味すると考える説もあることから、こうした記述は入れ墨の風習が廃れ、刑罰として用いられるようになってからの部分改変であると主張している。
雄略天皇の時、身狭村主青（むさ の すぐり あお）たちが献上した中国南朝舶来の鵞鳥を筑紫国まで運んだ際に、水間君（みぬま の きみ）、別伝では嶺県主泥麻呂（みね の あがたぬし ぬまろ）の犬により噛み殺され、犬の飼い主は慌てて「鴻」（白鳥）10羽と「養鳥人」（とりかいびと）を献上して免罪してもらった。天皇はその「養鳥人」を軽村・磐余村に安置させた、という。
さらに、「鳥官」（とりつかさ）の捕獲・飼育してした禽（とり）が菟田の人のペットの犬に噛まれて死んだので、顔に入れ墨を入れて鳥養部にした。そのことを批判し、失言した宿直の信濃国・武蔵国から派遣された労役中の男子も同じ刑罰を受けて鳥養部にされた、とある。
谷川健一は、金属精錬と鳥の伝承との間には深い関係があり、「誉津別命」という名前が火の中で生まれたことを意味しており、「湯坐」の語に「融解した金属の湯」の意味が隠されていると指摘した。天湯河板挙と少彦根命との関連性などもあげ、雷神である饒速日命（にぎはやひ の みこと）を祖神とする物部氏は鳥養部を管轄していたのではないか、と見ている。
『日本書紀』には、用明天皇2年（587年）の物部守屋の乱の際に、物部氏の邸宅を防衛し、敗戦後に逃亡して、朝廷からの追手に抵抗した物部氏の資人（つかさびと）、捕鳥部万（ととりべ の よろず）のことが語られている。